# Vågen (stjärntecken)
Vågen (latin: Libra; grekiska: Ζυγός, Zygos; symbol: ♎) är ett astrologiskt stjärntecken i zodiaken.